# Червен Клайдсайд
Червеният Клайдсайд (на английски: Reid Clydeside; на шотландски германски: Reid Clydeside) е период на масов подем и радикализация на работническото движение във Великобритания в цялост и в Шотландия в частност.
Продължава от началото на 1910-те до началото на 1930-те години. Получава наименованието си от областта на разпространение – в градовете, разположени на бреговете на река Клайд: Глазгоу, Клайдбанк (Clydebank), Грийнок, Дъмбартон (Dumbarton) и Пейзли.
Първата значителна проява е стачката на 11 000 работници във фабриката за шевни машини „Сингер“ в Клайдбанк през март-април 1911 г.. Последвана е от серия протести срещу високите жилищни наеми (1913 – 1914). Движението получава силен тласък с организирането на кампания против участието на Обединеното кралство в Първата световна война.
Трейдюнионистите организират на 31 януари 1919 г. масово шествие до Джордж скуеър – централния площад на Глазгоу, където се събират към 90 000 души с искане за 40-часова работна седмица. Това става само 14 месеца след успеха на Октомврийската революция в Русия, а Ноемврийската революция в Германия е в разгара си. Правителството, силно разтревожено, не успява да се справи с разразилия се бунт (известен като Battle of George Square) чрез полицията и разполага войски в града. Работниците постигат частична победа – гарантирана им е 47-часова работна седмица, тоест намалена с 10 работни часа.
В резултат от успешните действия в района левите сили (главно Лейбъристката партия) изместват Либералната партия като изразител на интересите на работническата класа. След 1,5 г. – на 31 юли 1920 г., се създава Комунистическата партия на Великобритания.